# Liste der bayerischen Gesandten in Württemberg

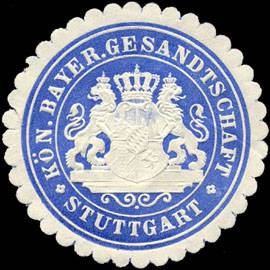
Siegelmarke der Königlich Bayerischen Gesandtschaft

Dies ist eine Liste der bayerischen Gesandten im Herzogtum, Kurfürstentum, Königreich und Volksstaat Württemberg. Die Residenz des bayerischen Gesandten befand sich gegen Ende des 19. Jahrhunderts in der damals vornehmen Neckarstraße, im heutigen Stuttgarter Stadtbezirk Stuttgart-Ost. 

## Missionschefs
1771: Aufnahme diplomatischer Beziehungen

### Kurbayerische Gesandte
1804: Einrichtung einer Ständigen Gesandtschaft
- 1804–1807: Friedrich Wilhelm von Hertling (1758–1816)

### Königlich Bayerische Gesandte
- 1807–1812: Johann Baptist von Verger (1762–1851)
- 1813–1816: Willibald von Rechberg und Rothenlöwen (1780–1849)
- 1816–1835: Johann Nepomuk von Tautphoeus (1765–1835)
- 1835–1841: Willibald von Rechberg und Rothenlöwen (1780–1849)
- 1841–1849: Konrad Adolf von Malsen (1792–1867)
- 1849–1859: Max von Neumayr (1808–1881)
- 1859–1868: August Lothar von Reigersberg (1815–1888)
- 1868–1874: Rudolf von Gasser (1829–1904)
- 1874–1895: Carl von Tauffkirchen-Guttenburg (1826–1895)
- 1895–1907: Kurt von der Pfordten (1847–1907)
- 1907–1909: Otto von Ritter zu Groenesteyn (1864–1940)
- 1909–1918: Karl Moy de Sons (1863–1932)

### Bayerische Gesandte (ab 1918)
- 1918–1920: Karl Moy de Sons (1863–1932)

1920–1922: Unterbrechung der diplomatischen Beziehungen
- 1923–1933: Emil Tischer (1873–1938)

1933: Auflösung der Gesandtschaft